# 格朗德里维耶尔堡
格朗德里维耶尔堡（法語：Grande-Rivière Château，發音：[ɡʁɑ̃d ʁivjɛʁ ʃato]）是法国汝拉省圣克洛德区的一个市镇，于2019年1月1日由原市镇格朗德里维耶尔和普雷堡合并而成，行政中心位于格朗德里维耶尔。
格朗德里维耶尔堡是一个新市镇，两个原市镇为该新市镇的委派市镇。

## 地理
格朗德里维耶尔堡（46°32'30"N, 5°54'49"E）面积39.21 平方千米，位于法国勃艮第-弗朗什-孔泰大區汝拉省，该省份为法国东部内陆省份，北起上索恩省，西北接科多尔省，西临索恩-卢瓦尔省，南至安省，东与杜省和瑞士接壤。
与格朗德里维耶尔堡接壤的市镇（或旧市镇、城区）包括：圣皮埃尔、圣洛朗昂格朗沃、莫尔比耶、上比耶讷、楠谢、圣莫里斯-克里亚。
格朗德里维耶尔堡的时区为UTC+01:00、UTC+02:00（夏令时）。

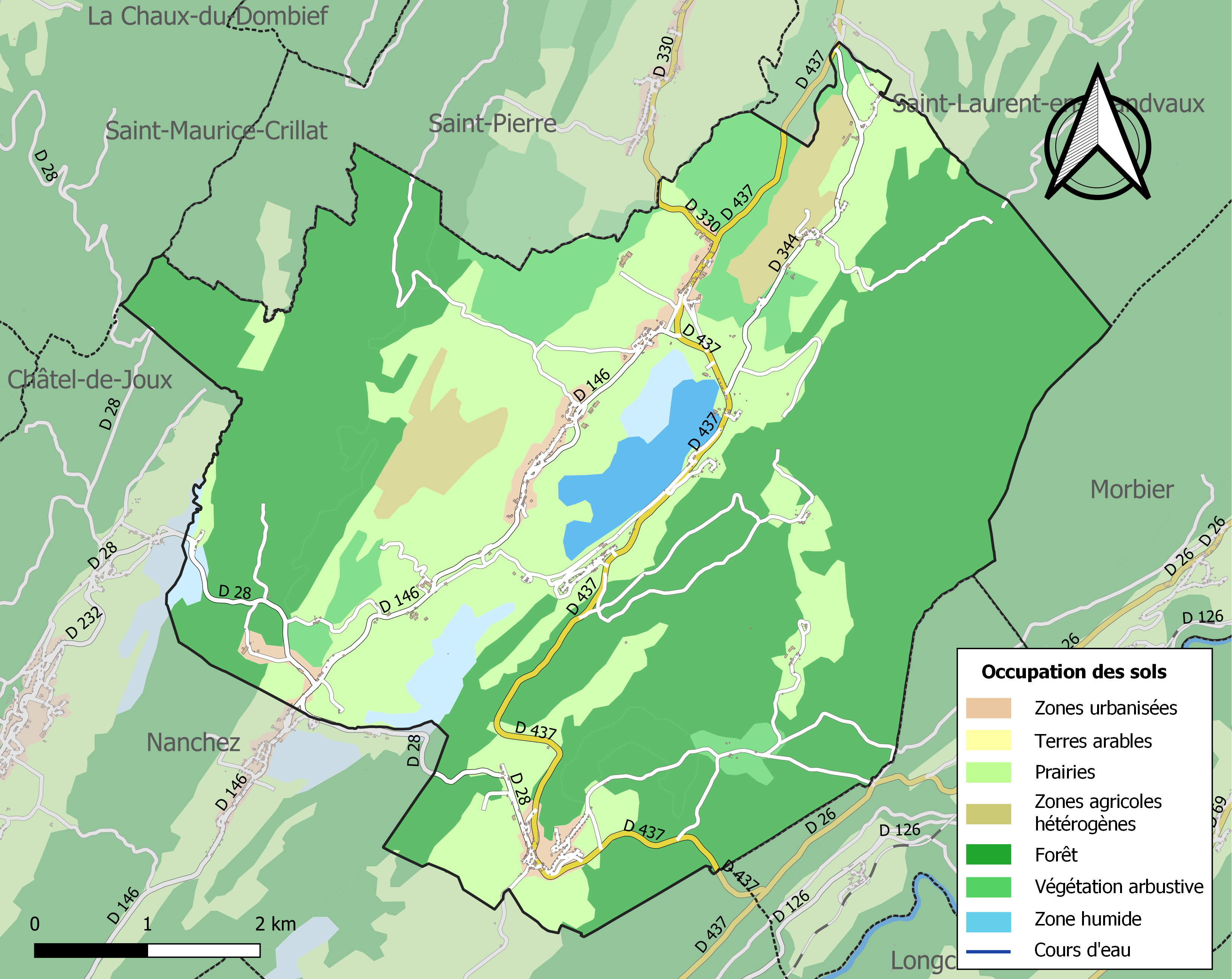
格朗德里维耶尔堡的OSM定位图

## 行政
格朗德里维耶尔堡的邮政编码为39150，INSEE市镇编码为39258。

## 政治
格朗德里维耶尔堡所属的省级选区为圣洛朗昂格朗沃县。

## 人口
格朗德里维耶尔堡于2022年1月1日时的人口数量为633人。